# Christoph Graupner

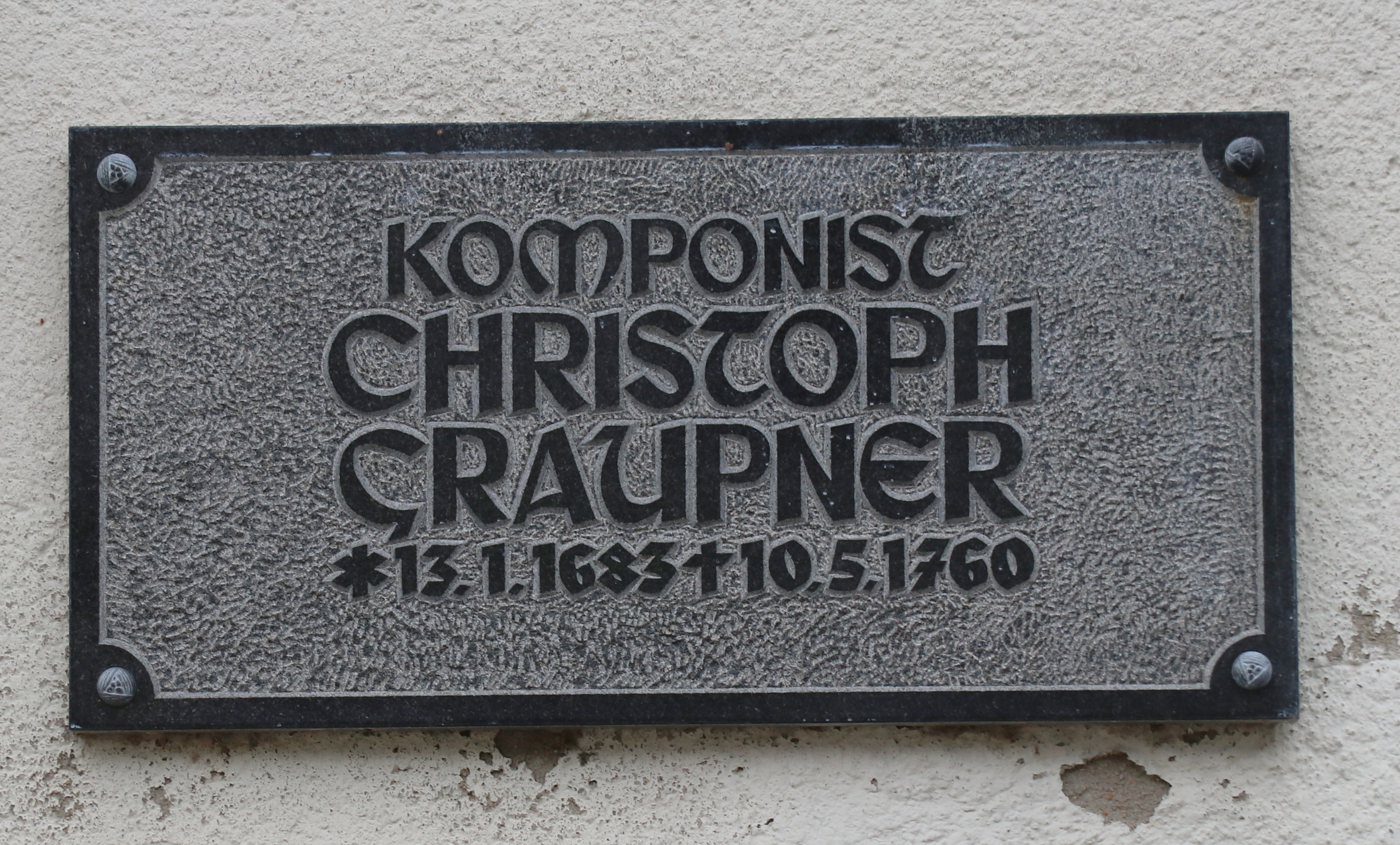
Gedenktafel am Geburtshaus in Kirchberg

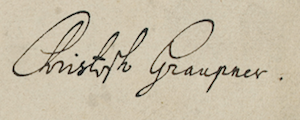
Unterschrift von Christoph Graupner

Christoph Graupner (* 13. Januarjul. / 23. Januar 1683greg. in Kirchberg; † 10. Mai 1760 in Darmstadt) war ein deutscher Komponist und Cembalist.

## Leben

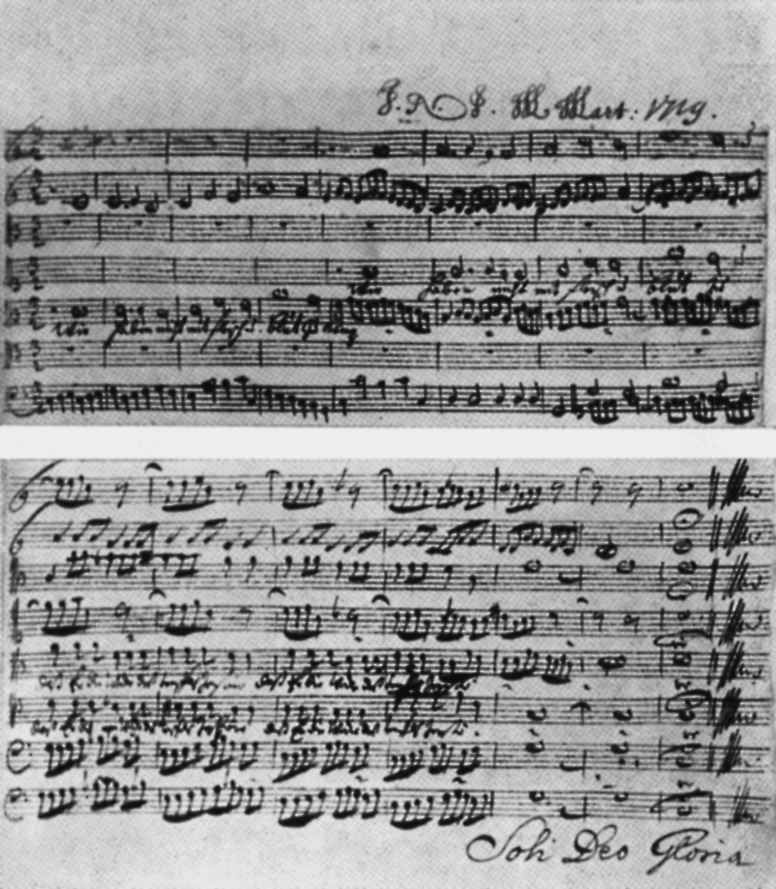
Autograph von Graupners Kantate Wir haben nicht mit Fleisch und Blut zu kämpfen

Christoph Graupner bekam bei seinem Onkel, dem Organisten Nicolaus Küster (1670–1700), seinen ersten Musikunterricht. Er folgte diesem nach Reichenbach im Vogtland. In Leipzig besuchte er die Thomasschule und studierte Jura und danach Musik bei dem Thomaskantor Johann Schelle und unter dessen Nachfolger Johann Kuhnau. 1705 ging er als Cembalist zum Hamburger Opernorchester, das von Reinhard Keiser geleitet wurde. In dieser Zeit komponierte er mehrere Opern, die vom Publikum begeistert aufgenommen wurden.
Der Landgraf Ernst Ludwig von Hessen-Darmstadt hörte seine Werke und bot ihm 1709 einen Posten an seinem Hof an. Bereits 1711 stieg er zum Hofkapellmeister auf. In diesem Jahr heiratete er die Pfarrerstochter Elisabeth Eckardt. 1722 bewarb er sich auf Empfehlung Telemanns um die bereits durch diesen abgelehnte Stelle des Thomaskantors in Leipzig. Auf Geheiß seines Herrn musste er die Berufung als Nachfolger von Johann Kuhnau ablehnen, allerdings unter Aufbesserung seines ohnehin bereits hohen Verdienstes. So konnte Johann Sebastian Bach die Stelle erhalten. Graupner blieb bis zu seinem Tod am Hof des Landgrafen.
Im Laufe der Zeit holte er eine Reihe von Musikern nach Darmstadt, die er aus seiner Zeit als Leipziger Thomasschüler kannte: den Vizekapellmeister Gottfried Grünewald, seinen späteren Nachfolger Johann Samuel Endler sowie den Kammermusikus Michael Boehm.
Graupners umfangreiches, fast vollständig erhaltenes Werk befindet sich zum größten Teil in der Universitäts- und Landesbibliothek Darmstadt. Es ist in großen Teilen noch unveröffentlicht. Vielfach betrachteten die Landesherren die Werke ihrer Komponisten als ihr persönliches Eigentum, und im schnellen Wandel der Modeströmungen wurden die Kompositionen vernichtet. Graupners Familie wehrte sich gegen dieses Vorgehen und strengte einen Prozess an, der fast 80 Jahre nach Graupners Tod zu Gunsten der Familie entschieden wurde. Diesem Umstand und der Auslagerung der Bestände während des Zweiten Weltkrieges ist die Erhaltung dieses umfangreichen Werkes zu verdanken.

## Wiederentdeckung
Nachdem Graupner lange Zeit kaum bekannt war, begann die Neuentdeckung Anfang des 20. Jahrhunderts mit Wilibald Nagels Studium der Sinfonien Graupners. In den 1920er-Jahren veröffentlichte Friedrich Noack seine Forschungen zu Graupners Kantaten. Bärenreiter veröffentlichte in den 1950er Jahren mehrere Sinfonien.

## Werke
Bis 1719 schrieb Graupner zunächst mehrere Opern, danach aber auch eine Fülle von Instrumentalwerken sowie Kirchenmusik, für die ihm sein Schwager Johann Conrad Lichtenberg als Librettist diente. Im Jahr 1754 musste er das Komponieren einstellen, da er vollständig erblindete. Er schuf etwa 2000 Werke: 1418 kirchliche Kantaten (von denen die meisten noch der Wiederaufführung harren,) 24 weltliche Kantaten, 113 Sinfonien, 44 Solokonzerte für ein bis vier Instrumente, 80 Orchestersuiten, 36 Kammersonaten, etwa 30 Claviersuiten sowie mindestens acht Opern.
In den Arien aus Graupners Hamburger Opern wird das melodische Material verarbeitet und auf die Klanggruppen verteilt. Die „Vorliebe für kleingliedrige Elemente“ schlägt sich in den Arien der Kantaten in einer Art „Baukastenprinzip aus kleinen kontrastierenden Motivbruchstücken“ nieder. Die Choralsätze sind bewusst einfach gestaltet, das Rezitativ hat sich schon früh vom älteren deutschen Arioso gelöst und ist am natürlichen Sprechen orientiert.
Graupners Instrumentalmusik ist gekennzeichnet durch „ausdifferenzierte Instrumentation“ und „abwechslungsreiche, ausnotierte Ornamentik“. In den Konzerten steht das Konzept der Übernahme des orchestralen Ausgangsmotivs im Solo neben Lösungen mit motivisch ungebundenen Spielfiguren. Die Nähe von Graupners Ouvertürensuiten und Sinfonien wird dadurch unterstrichen, dass er Einzelsätze über die Gattungsgrenzen austauschte, „nur der Kopfsatz scheint [...] gattungsspezifisch komponiert zu sein“.

### Opern
| Titel                                                                                       | Form                     | Uraufführung                                                                         | Libretto                                                                                  | Anmerkungen                                                                        |
| ------------------------------------------------------------------------------------------- | ------------------------ | ------------------------------------------------------------------------------------ | ----------------------------------------------------------------------------------------- | ---------------------------------------------------------------------------------- |
| Dido, Königin von Carthago                                                                  | Singspiel in drei Akten  | 1707 in Hamburg, Oper am Gänsemarkt                                                  | Heinrich Hinsch                                                                           |                                                                                    |
| Bellerophon. Oder: Das in die Preußische Krone verwandelte Wagen-Gestirn                    | Operetta                 | 28. November 1708 in Hamburg zur Hochzeit Friedrichs I. von Preußen mit Sophie Luise | Barthold Feind nach Thomas Corneille, Bernard le Bovier de Fontenelle und Nicolas Boileau | Musik verloren                                                                     |
| L’Amore Ammalato. Die kranckende Liebe, oder: Antiochus und Stratonica                      | Musikalisches Schauspiel | 1708 in Hamburg                                                                      | Barthold Feind nach Luca Assarini, Thomas Corneille und Talander                          |                                                                                    |
| Il Fido Amico, oder: Der getreue Freund Hercules und Theseus                                | Singspiel                | 1708 in Hamburg                                                                      | Breymann                                                                                  | Musik verloren                                                                     |
| Der Fall des großen Richters in Israel Simson, oder: Die abgekühlte Liebes-Rache der Debora |                          | November 1709 in Hamburg                                                             | Barthold Feind                                                                            | Musik verloren                                                                     |
| Berenice und Lucilla, oder Das tugendhafte Lieben                                           |                          | 4. März 1710 in Darmstadt                                                            | Osiander nach Aurelio Aureli                                                              |                                                                                    |
| Telemach                                                                                    |                          | 16. Februar 1711 in Darmstadt                                                        |                                                                                           | Musik verloren                                                                     |
| La costanza vince l’inganno                                                                 | Pastoral in drei Akten   | 1715 in Darmstadt, 1719 dort überarbeitet wiederaufgeführt                           |                                                                                           | Ouvertüre und Ballettmusik stammen von Ernst Ludwig, Landgraf von Hessen Darmstadt |
| Divertissement                                                                              |                          | 1717 in Darmstadt                                                                    | Georg Christian Lehms                                                                     | Ms. in D-DS                                                                        |
| Adone                                                                                       | Pastoral                 | 1719 in Darmstadt                                                                    | Christian Heinrich Postel                                                                 | Autorschaft zweifelhaft                                                            |

### Kantaten (Auswahl)
- Das Leben war das Licht der Menschen. GWV 1107/45. Solo-Tenor, Streicher und B.c.
- Jauchze, du Tochter Jerusalem. GWV 1101/24. Soli (STB), Chor, Streicher, B.c.
- Das Licht des Lebens gehet auf. GWV 1107/44. Solo-Sopran, Trompete, Violine, Streicher und B.c.
- Dem Gerechten muss das Licht. GWV 1128/37. Soli, Chor 2 Trompeten, Pauken, 2 Flöten, 2 Chalumeau, Streicher und B.c.
- Gelobet sei der Herr, der Gott Israel. GWV 1171/48. Soli, Chor, 2 Hörner, 2 Fagotte, Streicher und B.c.
- Himmelssonne – Seelenwonne. GWV 1112/21. Soli, Chor, Streicher und B.c.
- Halleluja! Denn der allmächtige Gott hat das Reich eingenommen. GWV 1126/31. Soli, Chor, 2 Trompeten, Pauken, 2 Oboen, Fagott, Streicher, B.c.
- Mache dich auf, werde licht. GWV 1111/16. Soli, Chor, Streicher und B.c.
- Jauchzet ihr Himmel, freue dich, Erde. GWV 1105/53. Soli (STB), Chor, 2 Hörner, Pauken (4), Fagott, Streicher und B.c.
- Nicht uns, Herr. GWV 1153/23. Soli, Chor, Streicher und B.c.
- Erschrocknes Zion sey erfreut. GWV 1128/24. Soli, Chor, 2 Trompeten, Pauken, Violetta oder Fagott, Streicher und B.c.

### Instrumentalmusik (Auswahl)
- Konzert in G-Dur GWV 333, Flöte d’amore, Oboe d’amore und Viola d’amore
- Konzert in B-Dur GWV 343, Viola d’amore, Chalumeau und Oboe
- Ouverture in F-Dur GWV 450, Traversflöte, Viola d’amore und Chalumeau

### Claviermusik (Cembalo, Spinett, Clavichord)
- 8 Partien auf das Clavier (Darmstadt, 1718)
- 12 Suiten, für jeden Monat eine: Monatliche Clavir Früchte (Darmstadt, 1722)
- mindestens 17 weitere handschriftlich überlieferte Suiten (siehe Werkausgaben)

## Moderne Aufführungen
Im Kirchheimer Konzertwinter wurden im Januar 2018 fünf Kantaten Graupners erstmals wieder aufgeführt und von Deutschlandfunk Kultur in einer Radiosendung deutschlandweit ausgestrahlt, darunter die Dialogkantate „Süßes Ende aller Schmerzen“ GWV 1166/20. Im September 2018 erschien der Konzertmitschnitt auf CD beim Label cpo.

## Bewertungen
Rudolf Lutz meinte angesichts der vielen Kantaten von Christoph Graupner:
„Man kann Bach studieren und dann nochmal studieren, es wird nicht langweilig. Wenn man mich gefragt hätte, alle Graupner-Kantaten aufzuführen, hätte ich gesagt, ›lieber nicht‹, abgesehen davon, dass es über 1.400 sind.“

## Sonstiges
Der Landkreis Zwickau vergibt alle zwei Jahre einen Christoph-Graupner-Kunstpreis für Malerei und Grafik und alle fünf Jahre als Ehrenpreis mit wechselnder Sparten-Ausschreibung. 
In Kirchberg im gleichen Landkreis gibt es ein Christoph-Graupner-Gymnasium. In Darmstadt existiert eine Christoph-Graupner-Schule mit offenen Unterricht auf therapeutisch-sonderpädagogischer Grundlage.

## Werkausgaben
- Monatliche Clavierfrüchte (1722). Faksimile. J. M. Fuzeau, Courlay 2003.
- 17 Suites pour Clavecin (manuscrit inédit). J. M. Fuzeau, Courlay 1993.

## Einspielungen (Auswahl)
- Solo- und Dialog-Kantaten: Jesus ist und bleibt mein Leben GWV 1107/12; Gott ist für uns gestorben GWV 1152/16; Siehe, selig ist der Mensch, den Gott strafet GWV 1162/09; Diese Zeit ist ein Spiel der Eitelkeit GWV 1165/09; Süßes Ende aller Schmerzen GWV 1166/20. Mit Marie-Luise Werneburg (Sopran), Dominik Wörner (Bass), Kirchheimer BachConsort unter der Leitung von Rudolf Lutz. cpo, 2018.
- Epiphanias-Kantaten: Was Gott thut, das ist wohl gethan, er ist mein Licht, GWV 1114/43; Erwacht, ihr Heyden, GWV 1111/34; Die Waßer Wogen im Meer sind groß, GWV 1115/35; Was Gott thut, das ist wohl gethan, es bleibt gerecht sein Wille, GWV 1114/30; Gott, der Herr, ist Sonne und Schild, GWV 1114/54. Mit Andrea Lauren Brown (Sopran), Kai Wessel (Altus), Georg Poplutz (Tenor), Dominik Wörner (Bass), Kirchheimer BachConsort unter der Leitung von Sirkka-Liisa Kaakinen-Pilch. cpo, 2017.
- Concerto GWV 306 für Chalumeau, Fagott, Cello, 2 Violinen, Viola, Cembalo; Entrata per la Musica di Tavola GWV 468 für 2 Violinen, Viola, Cembalo; Concerto GWV 302 für Oboe d’amore, 2 Violinen, Viola, Cembalo; Concerto GWV 337 für Violine solo, 2 Violinen, Viola, Cembalo; Concerto GWV 301 für Fagott, 2 Violinen, Viola, Cembalo. Accademia Daniel, Shalev Ad-El. cpo 2010.
- Angst und Jammer GWV, 1114/11; Furcht und Zagen, GWV 1102/11b; Ich bleibe Gott getreu, GWV 1106/19; Ach Gott und Herr, GWV 1144/11; Tombeau aus Ouvertüre c-moll GWV 413. Miriam Feuersinger (Sopran), Capricornus Consort Basel unter der Leitung von Peter Barczi. Christophorus, 2012.
- Fagottkantaten: Hebet eure Augen auf gen Himmel GWV 1102/40; Jauchzet, ihr Himmel, freue dich, Erde GWV 1105/43; Jesu, mein Herr und Gott allein GWV 1109/37; Kehre wieder, du abtrünnige Israel GWV 1125/43; Ach bleib’ bei uns, Herr Jesu Christ GWV 1129/46; Wir werden Ihn sehen GWV 1169/49; Sergio Azzolini (Fagott), Monika Mauch (Sopran), Franz Vitzthum (Altus), Georg Poplutz (Tenor), Dominik Wörner (Bass), Kirchheimer BachConsort, Florian Heyerick. cpo 2020.